# Poedit
Poedit (до версии 1.3.8 — poEdit) — бесплатный и открытый кросс-платформенный инструмент редактирования каталогов локализации для gettext.
Если программа использует эту систему для её перевода на новый язык, достаточно сопоставить соответствие английскому термину из словаря программы термин нужного языка и поместить получившийся файл локализации в каталог программы, для чего собственно и предназначен Poedit. Так же он способен самостоятельно собрать словарь из исходников программы, при условии что она использует gettext, избавляя тем самым программиста от необходимости извлекать фразы, требующие перевода из исходников, что зачастую является нетривиальной задачей.
С версии 1.5.6 программа разделилась на базовую и профессиональную версию. Базовая версия Poedit предоставляется под лицензией Expat (одной из «лицензий MIT») а Профессиональная версия имеет ряд преимуществ.